# Good Life (Kanye West)
Good Life è un brano musicale del rapper statunitense Kanye West, estratto come terzo singolo dall'album Graduation del 2007.
La canzone utilizza un campionamento di P.Y.T. (Pretty Young Thing) di Michael Jackson. Il brano figura il featuring del cantante R&B T-Pain, oltre che i vocalizzi di John Legend e Ne-Yo e la drum machine di Timbaland, prodotta da Mike Dean.
Il singolo è stato pubblicato ufficiale il 2 ottobre 2007, benché fosse già precedentemente comparso in alcune classifiche. La canzone ha vinto il Grammy Award come "Migliore canzone rap".

## Tracce
US CD single
1. Good Life (Explicit Album Version) – 3:30
2. Good Life (Instrumental) – 3:24
3. Can't Tell Me Nothing (Remix) – 4:09
4. Good Life (Video) – 3:56

UK CD single
1. Good Life – 3:27
2. Can't Tell Me Nothing (Remix) – 4:07

## Classifiche
| Classifica (2007)                    | Posizione più alta |
| ------------------------------------ | ------------------ |
| U.S. Billboard Hot 100               | 7                  |
| U.S. Billboard Hot R&B/Hip-Hop Songs | 3                  |
| U.S. Billboard Hot Rap Tracks        | 1                  |
| U.S. Billboard Pop 100               | 18                 |
| Australia                            | 21                 |
| Canada                               | 23                 |
| Finlandia                            | 20                 |
| Germania                             | 78                 |
| Irlanda                              | 24                 |
| Nuova Zelanda                        | 11                 |
| Portogallo                           | 43                 |
| Regno Unito                          | 23                 |